# Llista de colles falconeres

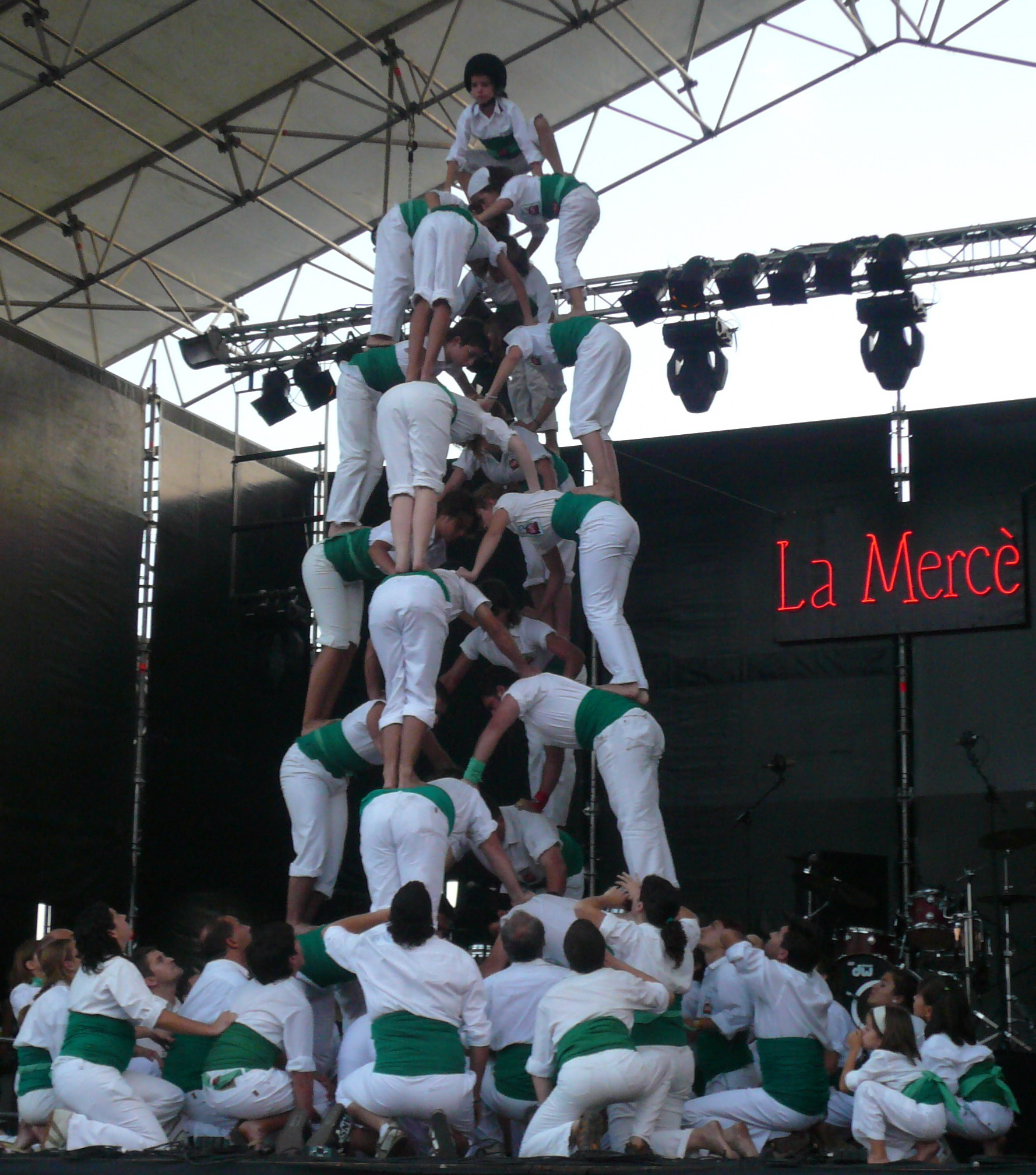
Pira de 5x5 dels Falcons de Vilafranca del Penedès a la Trobada de Falcons de Catalunya durant les Festes de la Mercè de Barcelona de l'any 2007.

Aquesta és una llista de colles de falcons, una modalitat de torres humanes apareguda a Catalunya a inicis del segle XX i que té com a referència el Sokol, un moviment gimnàstic de República Txeca fundat el 1862. La següent taula està classificada segons el nom, localitat, comarca color de la faixa, millors figures assolides, diades destacades i una imatge de l'escut de les colles falconeres.

## Colles falconeres actuals
Hi ha 10 colles de falcons a Catalunya:
| Nom                               | Localitat              | Comarca                   | Fundació        | Color de faixa | Millors figures | Diades destacades                                         | Escut |
| --------------------------------- | ---------------------- | ------------------------- | --------------- | -------------- | --- | --------------------------------------------------------- | ----- |
| Falcons de Llorenç del Penedès    | Llorenç del Penedès    | Baix Penedès              | 1942            | Sense faixa    | — | —                                                         | —     |
| Falcons de Vilafranca del Penedès | Vilafranca del Penedès | Alt Penedès               | 1959            | Verd           | Escala d'11 Pilar de 6 aixecat per sota Pira 6x6 2 pires 6x5 simultànies Piràmide drets de 6 3 de 7 aixecat per sota | Festa Major de Vilafranca del Penedès (agost—setembre)    | —     |
| Falcons de Vilanova i la Geltrú   | Vilanova i la Geltrú   | Garraf                    | 1972—1986, 1998 | Blau           | — | —                                                         | —     |
| Falcons de Piera                  | Piera                  | Anoia                     | 1997            | Vermell        | — | —                                                         | —     |
| Falcons de Barcelona              | Barcelona              | Barcelonès                | 2003            | Vermell        | Escala de 9 Pira 5-5 Vol de 5                                                                                        | Festes de la Mercè (Setembre) Diada de la colla (Octubre) | —     |
| Falcons de Castellcir             | Castellcir             | Vallès Oriental           | 2004            | Vermell        | — | —                                                         | —     |
| Falcons de Malla                  | Malla                  | Osona                     | 2008            | Negre          | — | —                                                         | —     |
| Falcons del Riberal               | Bao                    | Rosselló (Catalunya Nord) | 2009            | Negre          | — | —                                                         | —     |
| Falcons de Vallbona d'Anoia       | Vallbona d'Anoia       | Anoia                     | 2010            | Turquesa       | — | —                                                         | —     |
| Falcons de Capellades             | Capellades             | Anoia                     | 2012            | Lila           | — | —                                                         |       |
| Falcons de Vilanova d'Espoia      | la Torre de Claramunt  | Anoia                     | 2013            | Grana          | — | —                                                         | —     |